# Gaverdovskij
Gaverdovskij (adygejsky: Гавердовск) je osada (chutor) v rámci městského okruhu Majkop Adygejské republiky Ruské federace.
Nachází se v jižní části městského okruhu Majkop, na pravém břehu řeky Belaja, západně u hranic města Majkop a 19 km jihovýchodně od města Belorečensk.

## Historie
První zmínka o osadě pochází z roku 1889, který je považován za rok založení osady.
Od roku 2000 je součástí okruhu Majkop a roku 2005 jí byl udělen statut obce.